# Melodica (Reich)
Pour les articles homonymes, voir Melodica (homonymie).
Melodica est une œuvre du compositeur américain Steve Reich écrite le 22 mai 1966 pour bande magnétique.

## Historique
Un rêve de Steve Reich est à l'origine de la pièce. Le 22 mai 1966, Reich songe à un motif mélodique en dormant, compose et exécute la pièce sur un mélodica (en raison de sa tessiture qui est la plus proche de celle de la musique rêvée) et l'enregistre sur bande magnétique, le tout en un seul jour. La structure rythmique est identique à celle de Come Out.
La pièce n'a été que peu jouée et est peu connue, mais elle a la particularité d'être la première composée par Steve Reich pour un réel instrument, aussi simple soit-il, et la dernière faite exclusivement pour bande magnétique. Après Melodica, Reich avouera se sentir un temps coincé dans son processus créatif avant de revenir à l'utilisation d'instruments classiques pour poursuivre ses recherches sur le phasing avec la série des Piano Phase, Violin Phase...